# Monica Kristensen Solås
Monica Kristensen (* 30. Juni 1950 in Torsby, Schweden) ist eine norwegische Glaziologin, Meteorologin und Schriftstellerin. Als Polarforscherin wurde sie 1989 mit der Founder’s Medal der Royal Geographical Society ausgezeichnet.

## Leben
Kristensens Mutter ist Schwedin, ihr Vater Norweger. Ihre Kindheit verbrachte sie in Kongsvinger. Nach dem Physikstudium an der Universität Tromsø wurde sie 1983 in Cambridge promoviert. Seit 1980 hat sie an mehreren britischen und norwegischen Expeditionen in die Arktis und Antarktis teilgenommen. Nach Gro Harlem Brundtland wurde sie 1990 mit dem Årets budeie-Preis für Unabhängigkeit und Können ausgezeichnet.
1986/87 leitete Kristensen als erste Frau eine Antarktisexpedition. 75 Jahre nach Roald Amundsen wollte sie dessen Weg zum Südpol folgen. Begleitet wurde sie vom britischen Glaziologen Neil McIntyre, den dänischen Hundeschlittenführern Jesper Andersen und Jacob Larsen sowie 22 Schlittenhunden. Proviant wurde von Neuseeland aus per Flugzeug an die Strecke gebracht. Das Team musste am 21. Januar 400 Kilometer vor dem Pol bei fast 86° Süd umkehren, um sein Expeditionsschiff, die Aurora, rechtzeitig am 28. Februar zu erreichen.
1991/92 leitete sie den Aufbau des Camps Blåenga in Coatsland, das als Basislager für ein dreijähriges klimatologisches Forschungsprogramm auf dem Filchner-Ronne-Schelfeis diente. Im Februar 1992 besuchte sie die Amundsen-Scott-Südpolstation und suchte nach Amundsens Zelt, das man unter einer 15 m dicken Schneeschicht vermutete. Dieses sollte bei den Olympischen Winterspielen 1994 in Lillehammer ausgestellt werden. Ende Dezember 1993 leitete Kristensen eine private Expedition mit Schneemobilen, die unter anderem von Statoil und dem Organisationskomitee der Winterspiele finanziert wurde. Ziel war erneut die Suche nach Amundsens Zelt. Die Expedition endete tragisch, denn Jostein Helgestad (1957–1994) stürzte in eine Gletscherspalten und verstarb. Die drei Überlebenden wurden von einem amerikanischen Search-and-Rescue-Team zur McMurdo-Station ausgeflogen.
Sie arbeitete später in Nordnorwegen und auf Spitzbergen, unter anderem von 1998 bis 2003 als Verwaltungsdirektorin (CEO) der Kings Bay A S. 2004 und 2005 war sie Generalsekretärin der Seenotrettungsorganisation Redningsselskapet.
Nach Sachbüchern und Expeditionsberichten schreibt Kristensen seit 2007 Kriminalromane. Ihre Bücher wurden in mehrere Sprachen übersetzt.

## Werke

### Sachbücher
- Det magiske landet: fortellinger om Svalbard. Oslo 1989.
- Mot 90° syd. Oslo 1987. ISBN 978-82-504-0891-3.
- Dager i Antarktis: om folk og forskning – og en ekspedisjon litt utenom det vanlige. Oslo 1993.
- Kings Bay saken. 2012.
- Amundsens siste reise. 2017 (deutsche Ausgabe: Amundsens letzte Reise. btb Verlag, 2019, ISBN 978-3-442-75782-4).

### Kriminalromane
- Hollendergraven. Oslo 2007.
- Kullunge. 2008. (Suche)

- Operasjon Fritham. 2009.
- Den døde i Barentsburg. 2011. (In manchen Nächten)
- Ekspedisjonen. 2014.

### In Deutschland erschienene Kriminalromane
- Suche. 2012. ISBN 978-3-442-74434-3[4]
- In manchen Nächten. 2013. ISBN 978-3-442-74633-0[5]